# Sutton (Nebraska)
Sutton es una ciudad ubicada en el condado de Clay en el estado estadounidense de Nebraska. En el Censo de 2010 tenía una población de 1502 habitantes y una densidad poblacional de 290,4 personas por km².

## Geografía
Sutton se encuentra ubicada en las coordenadas 40°36′24″N 97°52′3″O / 40.60667, -97.86750. Según la Oficina del Censo de los Estados Unidos, Sutton tiene una superficie total de 5.17 km², de la cual 5.16 km² corresponden a tierra firme y (0.2%) 0.01 km² es agua.

## Demografía
Según el censo de 2010, había 1502 personas residiendo en Sutton. La densidad de población era de 290,4 hab./km². De los 1502 habitantes, Sutton estaba compuesto por el 93.08% blancos, el 0.13% eran afroamericanos, el 1.13% eran amerindios, el 0.33% eran asiáticos, el 0% eran isleños del Pacífico, el 4.59% eran de otras razas y el 0.73% pertenecían a dos o más razas. Del total de la población el 8.59% eran hispanos o latinos de cualquier raza.